# Cabinet Kohl I (Rhénanie-Palatinat)
Pour les articles homonymes, voir Cabinet Kohl.
Land de Rhénanie-Palatinat
Altmeier VI Kohl II
Le cabinet Kohl I (en allemand : Kabinett Kohl I) est le gouvernement du Land allemand de la Rhénanie-Palatinat entre le 19 mai 1969 et le 18 mai 1971, durant la sixième législature du Landtag.

## Majorité et historique
Dirigé par le nouveau ministre-président chrétien-démocrate Helmut Kohl, ce gouvernement est constitué et soutenu par une « coalition noire-jaune » entre l'Union chrétienne-démocrate d'Allemagne (CDU) et le Parti libéral-démocrate (FDP). Ensemble, ils disposent de 57 députés sur 100 au Landtag de Rhénanie-Palatinat.
Il est formé à la suite de la démission de Peter Altmeier, au pouvoir depuis juillet 1947, et succède au cabinet Altmeier VI, constitué et soutenu par une coalition identique. Après presque vingt-deux ans de pouvoir, le ministre-président est contraint par le groupe parlementaire chrétien-démocrate de passer la main à Kohl, âgé d'à peine 39 ans. Il reconduit alors l'alliance majoritaire au Parlement.
Lors des élections régionales du 21 mars 1971, la CDU remporte 50 % des voix 53 sièges sur 100. Retrouvant la majorité absolue qu'il avait perdu en 1963, le parti chrétien-démocrate peut ainsi former seul le cabinet Kohl II.

## Composition

### Initiale (19 mai 1969)
- Les nouveaux ministres sont indiqués en gras, ceux ayant changé d'attributions en italique.

| Poste                                                      | Titulaire | Titulaire       | Parti |
| ---------------------------------------------------------- | --------- | --------------- | ----- |
| Ministre-président                                         |           | Helmut Kohl     | CDU   |
| Ministre de l'Intérieur                                    |           | August Wolters  | CDU   |
| Ministre de la Justice                                     |           | Fritz Schneider | FDP   |
| Ministre des Finances et de la Reconstruction              |           | Hermann Eicher  | FDP   |
| Ministre de l'Enseignement et de l'Éducation               |           | Bernhard Vogel  | CDU   |
| Ministre de l'Agriculture, de la Viticulture et des Forêts |           | Otto Meyer      | CDU   |
| Ministre de l'Économie et des Transports                   |           | Hanns Neubauer  | CDU   |
| Ministre des Affaires sociales                             |           | Heiner Geißler  | CDU   |